# Q4 (wijk)
Q4, tot de jaren 90 Schriksel (oude spelling: Schrixel) genoemd, is een wijk in het centrum van de stad Venlo in de Nederlandse provincie Limburg.
De gemeente heeft in een wijkontwikkelplan het kwadrant opgedeeld in twee kwartieren, te weten het Helpoortkwartier en het Vestingkwartier. Het Helpoortkwartier is zuidelijke deel, het Vestingkwartier het noordelijke.

## Geschiedenis tot de jaren zeventig
De wijk Q4 is 12 hectare groot en wordt ingesloten door de Maasboulevard in het Zuiden, de Binnenstad in het Zuidoosten, de Rosariumbuurt in het Oosten, het monumentale villapark Wilhelminapark in het Noorden en door rivier de Maas in het Westen. Volgens de legende van Valuas is Venlo hier ontstaan, vanwege de ligging van een berg, de zogenaamde Lichtenberg (nu een gelijknamige straat in Q4). Ook heeft in het zuidelijke deel van de wijk een synagoge gelegen.
Hoewel er door gevechtshandelingen in de Tweede Wereldoorlog nauwelijks schade aan de historische wijk werd toegebracht, is de wijk in de loop der jaren ingrijpend veranderd onder andere met de bouw van het huidige stadskantoor in de jaren zeventig, de sloop van het oude Piusgebouw aan de Maaskade en de sloop van het monumentale pand van het kantongerecht op de hoek Mgr. Nolensplein/Parkstraat. Daarnaast werd Q4 jarenlang getypeerd als de Duitse hoek, waar veel Duitse koop- en drugstoeristen kwamen.

## Ontwikkelingen in de wijk vanaf de jaren zeventig

### Project Hektor
Met de toename van het gebruik van softdrugs en het gedoogbeleid hiervan in Nederland, kwam in de jaren 70 het drugstoerisme vanuit Duitsland in Venlo op gang. Dit zorgde voor veel overlast. Eind jaren 80 telde het centrum van Venlo vermoedelijk 39 horecagelegenheden waar men softdrugs verhandelde. De gemeente probeerde dit te voorkomen door het instellen van een vergunningensysteem, waardoor er maar 5 coffeeshops overbleven. Maar in het gebied Q4 bleven veel panden in handen van malafide ondernemers. Optreden door politie leidde niet tot het gewenste resultaat.
In 2001 werd het project Hektor opgestart, een samenwerking tussen politie, justitie, gemeente, belastingdienst en diverse private partners. Het project richtte zich op drie pijlers
- Handhaving - Zo veel mogelijk geld ontnemen dat met drugshandel verkregen is. Dus een afname van drugsoverlast en -criminaliteit.
- Vastgoed - Het aankopen en herbestemmen van panden (zie het project Q4). Dus een afname van het aantal drugspanden.
- Coffeeshopbeleid - Uitbreiden van aantal legale coffeeshops en verplaatsen buiten het centrum. Voorbeeld hiervan zijn de coffeeshops aan de Maaskade die verplaatst zijn naar de Duitse grens, om drugstoeristen uit het centrum te weren.

Dit project leidde onder andere tot het sluiten van 130 panden tussen 2001 en 2005. Daarnaast zijn er ook nog eens zo'n 120 waarschuwingen voor het sluiten van een drugspand uitgedeeld. Ook werd er aan het Nolensplein een politiebureau gevestigd.

### Project Q4
Een van de pijlers van project Hektor is het aankopen van vastgoed zodat deze een nieuwe bestemming kon krijgen. Dit leidde tot het project Q4 "van broeinest tot broedplaats". Dit project moest de wijk herontwikkelen van een broeinest van (drugs)criminaliteit tot een broedplaats van creativiteit; een echte cultuurwijk. In totaal ging het om bijna 20 doelstellingen die gerealiseerd moesten worden. Hiervoor kreeg een drietal creatieve ondernemers, georganiseerd in het bedrijf Koekoek B.V., onder andere de opdracht om 25 tot 30 kunstenaars en andere ondernemers in de creatieve sector aan te trekken. Het werden er uiteindelijk 50. Ook werden contacten gelegd, onder andere met cultuurwijken in het Duitse Ruhrgebied. Waar de doelstelling vanuit de gemeente slechts op 3 lag, wist Koekoek meer dan 45 samenwerkingsverbanden te leggen. Verder moesten er jaarlijks 10 kunstzinnige uitvoeringen plaatsvinden. Gemiddeld had Koekoek een twintigtal gerealiseerd. Al met al waren de doelstellingen meer dan gehaald. De laatste jaren vertrekken echter steeds meer kunstenaars uit de wijk om zich elders te vestigen. Nu heeft de gemeente het plan bijgesteld om er een hoogwaardige woonwijk van te maken.

### Project Maasboulevard
In het zuidwesten van de binnenstad is een nieuw winkelgebied ontwikkeld om de Venlose binnenstad een nieuwe impuls te geven. Het winkelgebied ligt aan de Maas en zal worden doorgetrokken naar de wijk Q4. Velen denken dan ook dat het een onderdeel vormt van het grote Q4-project. Critici beschouwen het project Maasboulevard als de ware reden om geld te investeren in het oude gedeelte van Q4. Een kritische groep kunstenaars en creatievelingen hebben zich mei 2007 verenigd in de actiegroep Q5. Het is de doelstelling van Q5 om net zo veel subsidie binnen te halen voor projecten in alle overige wijken van groot Venlo.
Een van de partijen die aan de Maasboulevard zou komen is Holland Casino. Omdat de Maasboulevard nog in ontwikkeling is, heeft het bedrijf zijn tijdelijk onderkomen gevonden aan de A67 in Blerick. Vervolgens ontstond het plan om Holland Casino een nieuw onderkomen te bieden aan de Noordkant van het Nolensplein. Dit plan stuitte echter op veel verzet van bewoners. In september 2007 vond een inspraakbijeenkomst plaats waarna een actiecomité werd opgericht. Het gevolg waren ruim 500 handtekeningen tegen de vestiging van Holland Casino. Op donderdag 1 november van datzelfde jaar maakte de gemeente bekend dat Holland Casino niet naar het zal Nolensplein komen, maar waarschijnlijk in het nieuw te ontwikkelen kazernekwartier.

## Nolensplein
Centraal in de wijk ligt het Mgr. Nolensplein, dat een hectare groot is en vernoemd is naar Mgr. Nolens. Vroeger lag er op deze plek een gasketel die was verbonden met de op de Bolwaterstraat gelegen gasfabriek, die Venlo van energie moest voorzien. Vandaar dat veel Venlonaren ook nog altijd de vroeger alom bekende bijnaam Gaasplein gebruiken. Hier vindt wekelijks een markt plaats. Ook wordt het plein enkele keren per jaar gebruikt voor evenementen. De traditionele troshoop met Sint-Maarten (feest) is hier de voornaamste van. Ook is het Nolensplein de startplaats van het jaarlijkse loopevenement de Venloop. In het ernaast gelegen Nolenspark vinden bovendien elk jaar in juli en augustus de Nolensparkfeesten plaats.

## Archeologisch onderzoek
In 2011 heeft op enkele plekken in de wijk archeologisch onderzoek plaatsgevonden. Net als de andere kwadranten van de binnenstad werd ook Q4 onderzocht voor de zogeheten Archeologische Waardenkaart. Een van de gebieden waar vondsten zijn gedaan is het gebied waar voorheen het stadskantoor heeft gestaan, tussen de Maaskade, Peperstraat, Kwietheuvel en Maasschriksel. Hier is een stuk stadsmuur gevonden uit de 14e eeuw, samen met kelder van enkele handelshuizen. Tot het einde van dat jaar heeft op die plek een grote tent gestaan die beschutting bood tegen aantasting van de resten, die tevens toegankelijk was voor publiek voor bezichtiging van de resten. Op deze plek heeft de gemeenteraad een poppodium gepland.
Een andere locatie in het gebied, waar een noemenswaardige vondst is gedaan, is een voormalig woonblok tussen de Bergstraat, Bolwaterstraat, Kwietheuvel en Helschriksel. Ten eerste werd hier een armenkerkhof gevonden, dat in de late middeleeuwen was verbonden aan de Jacobskerk. Daarnaast zijn er op een andere hoek van het perceel restanten gevonden van een kruithuis uit 1742, en twee kleine ovens uit de 13e of 14e eeuw. Op dit moment is nog niet duidelijk wat met de beide vondsten gaat gebeuren.

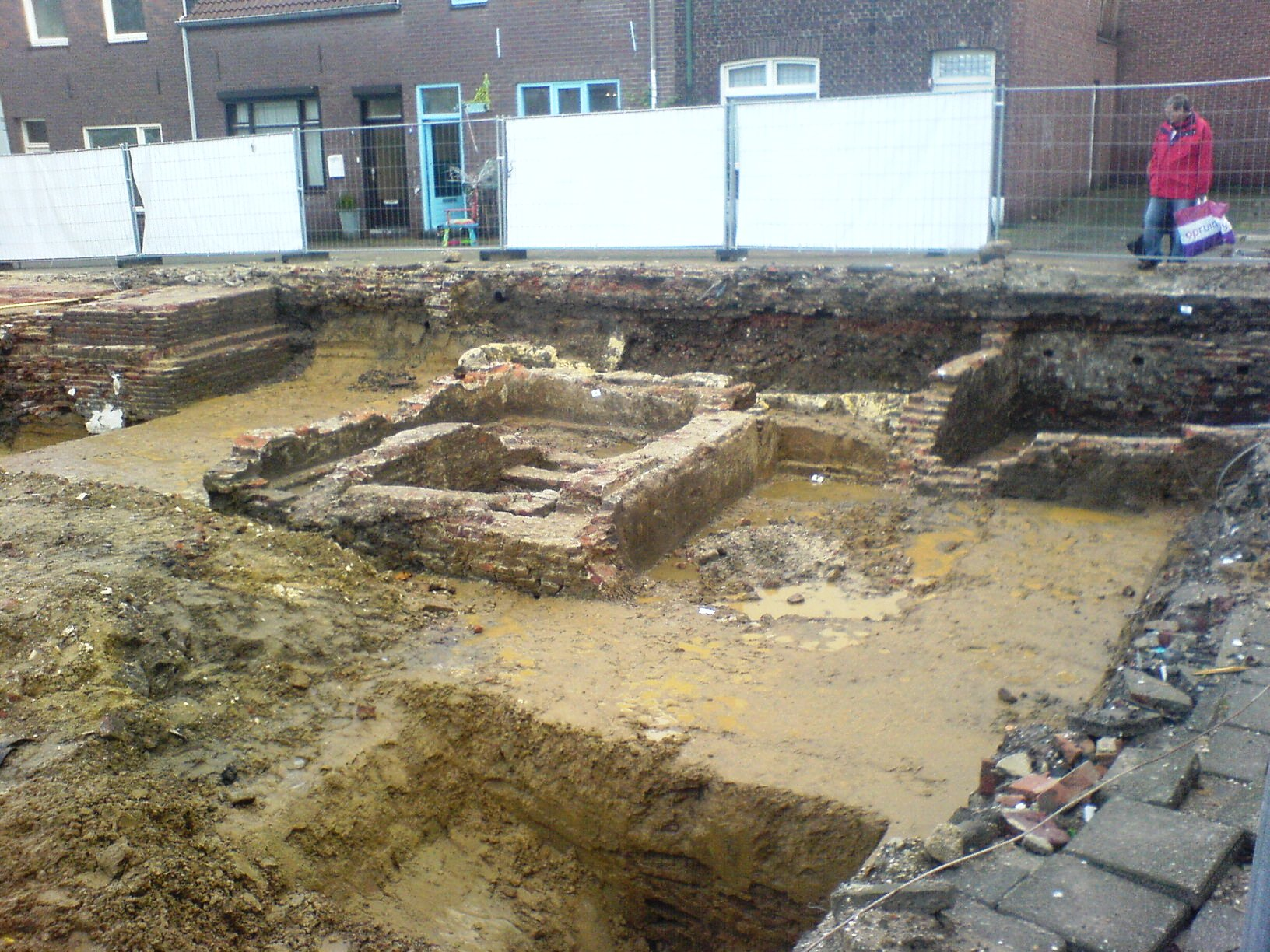
Opgraving in Q4 in het najaar van 2009
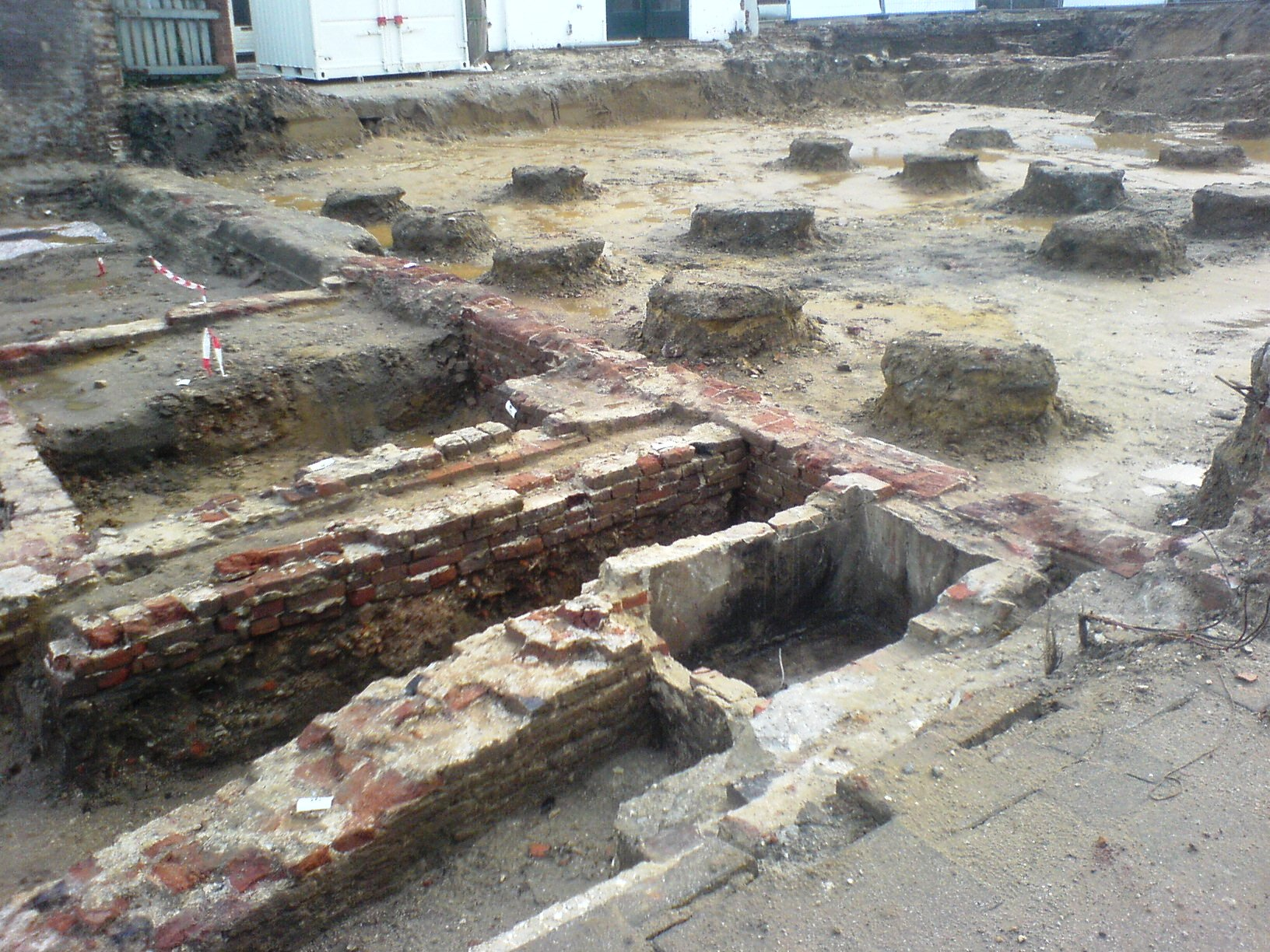
Opgraving in Q4 in het najaar van 2009
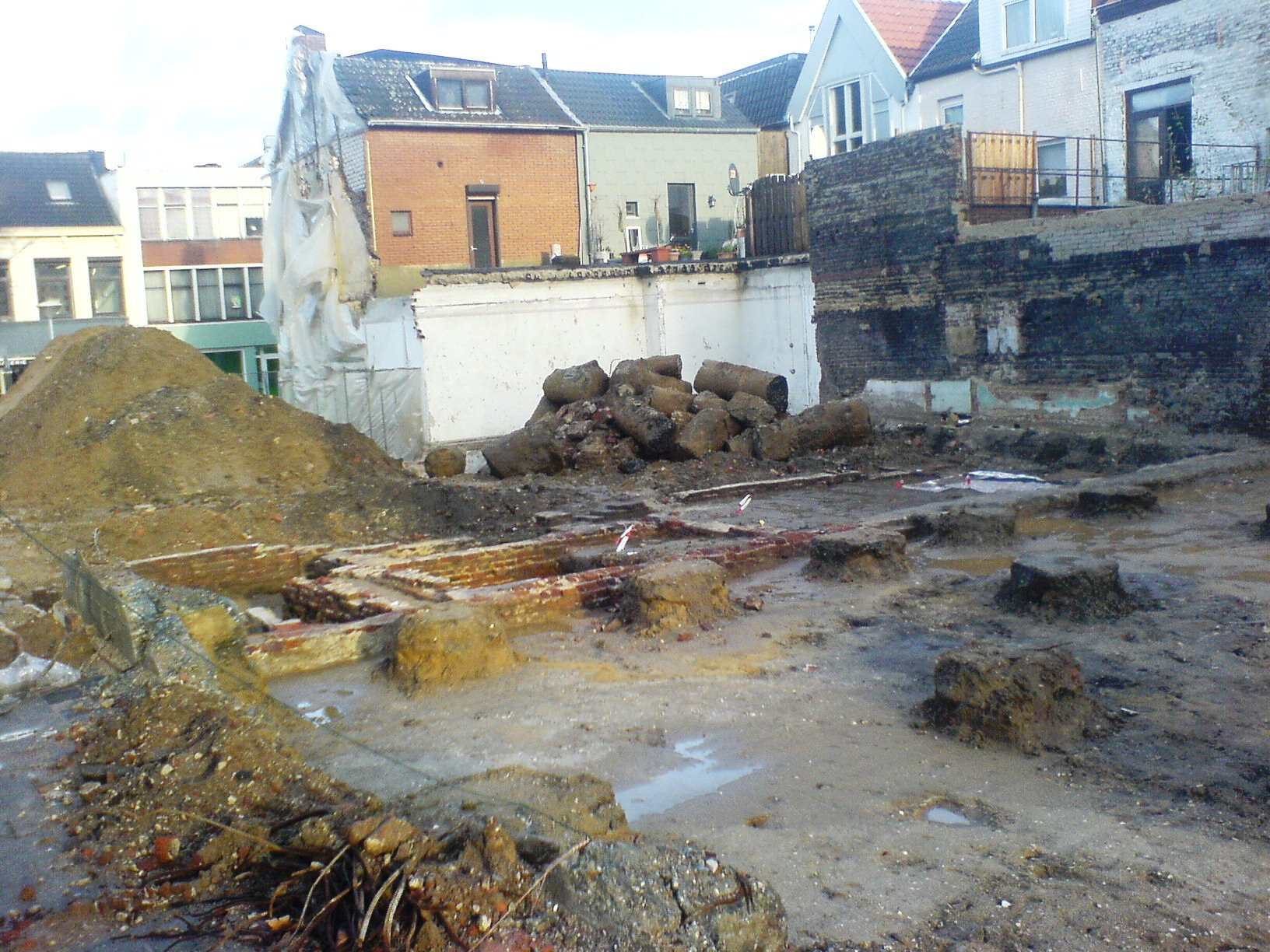
Opgraving in Q4 in het najaar van 2009